# Ehrlich (månekrater)
 For alternative betydninger, se Ehrlich. (Se også artikler, som begynder med Ehrlich)
Ehrlich er et lille nedslagskrater på Månen. Det befinder sig på den nordlige halvkugle på Månens bagside og er opkaldt efter den tyske læge og nobelprismodtager Paul Ehrlich (1854 – 1915).
Navnet blev officielt tildelt af den Internationale Astronomiske Union (IAU) i 1970. 

## Omgivelser
Ehrlichkrateret ligger i et område, som er blevet stærkt bombarderet af nedslag af tilsvarende størrelse. Det ligger omtrent midtvejs mellem Parsonskrateret mod syd og det stærkt nedslidte Guillaumekrater mod nord.

## Karakteristika
Krateret er nedslidt og afrundet efter at være ramt af senere nedslag. Der ligger et par små kratere forbundet med kraterets yderside langs den sydlige rand. Kraterbunden og de indre kratervægge er næsten uden særlige træk, og der er ingen nedslag af betydning inden for kraterranden.

## Satellitkratere
De kratere, som kaldes satellitter, er små kratere beliggende i eller nær hovedkrateret. Deres dannelse er sædvanligvis sket uafhængigt af dette, men de får samme navn som hovedkrateret med tilføjelse af et stort bogstav. På kort over Månen er det en konvention at identificere dem ved at placere dette bogstav på den side af satellitkraterets midte, som ligger nærmest hovedkrateret. Ehrlichkrateret har følgende satellitkratere:
| Ehrlich | Længde  | Bredde   | Diameter |
| ------- | ------- | -------- | -------- |
| N       | 39,0° N | 173,1° V | 19 km    |
| W       | 42,7° N | 174,0° V | 26 km    |
| Z       | 42,2° N | 172,4° V | 28 km    |

## Måneatlas
- Billeder af Ehrlichkrateret i LPI-måneatlasset